# Oleksandr Zinčenko (nogometaš)
Oleksandr Volodimirovič Zinčenko (ukrajinski: Олександр Володимирович Зінченко; Radomišl, 15. prosinca 1996.) ukrajinski je nogometaš koji trenutačno igra za Arsenal. Zinčenko igra također za ukrajinsku nogometnu reprezentaciju.

## Klupska karijera
Juniorsku karijeru je započeo u Monolit Illičivsku. U 2009. godini je ga Šahtar Donjeck potpisao. Bio je dio mlade momčadi Šahtar Donjecka u UEFA Youth League u 2013./14., gdje je zabio pogodak protiv svojih vršnjaka iz Manchester Uniteda. U srpnju 2014. godine je napustio Šahtar Donjeck i počeo trenirati u ruskom Rubin Kazanu. Početkom 2015. godine je ipak potpisao za Ufu. U srpnju iste godine je Zinčenko zabio svoj prvi gol za Ufu. Zinčenko postao je novi igrač Manchester Cityja nakon što je potpisao petogodišnji ugovor na Etihadu u srpnju 2016. godine. U kolovozu 2016. godine je Zinčenko otišao na posudbu u nizozemski PSV do kraja sezone. Ukrajinac je debitirao za PSV kao zamjena protiv SC Heerenveena u listopadu 2016. godine.

## Reprezentativna karijera
Za ukrajinsku nogometnu reprezentaciju je debitirao protiv Španjolske u 2015. godini i tako postao treći najmlađi debitant u povijesti ukrajinske reprezentacije. U prijateljskoj utakmici protiv Rumunjske 28. svibnja 2016. je Zinčenko zabio svoj prvi gol za Ukrajinu. Ujedno je i oborio rekord Andrija Ševčenka star 20 godina, koji je zabio gol protiv Turske u svibnju 1996. s 19 godina i 214 dana. S golom na Stadio Olimpico di Torino je veznjak postao najmlađi strijelac u povijesti ukrajinske reprezentacije s 19 godina i 165 dana. Ukrajinski nogometni izbornik objavio je u svibnju 2016. popis za nastup na Europskom prvenstvu u Francuskoj, na kojem se nalazi Zinčenko. Igrao je u prvoj utakmici na Europskom prvenstvu od 73. minute protiv Njemačke, koju je Ukrajina izgubila s 2:0. Ukrajina se s porazom od Poljske oprostila od Europskog prvenstva u Francuskoj. Zinčenko je igrao u svim utakmicama na Europskom prvenstvu.